# ABVD
ABVD is een combinatiechemotherapie die wordt gebruikt als eerstelijnsbehandeling van de ziekte van Hodgkin. De naam is een afkorting van de geneesmiddelen (cytostatica) die onderdeel zijn van het therapieschema.
| Middel      | Dosis     | Toepassing                    | Toediening      |
| ----------- | --------- | ----------------------------- | --------------- |
| Adriamycine | 25 mg/m²  | Intraveneus                   | Dag 1 en dag 15 |
| Bleomycine  | 10 mg/m²  | Intraveneus of intramusculair | Dag 1 en dag 15 |
| Vinblastine | 6 mg/m²   | Intraveneus                   | Dag 1 en dag 15 |
| Dacarbazine | 375 mg/m² | Intraveneus                   | Dag 1 en dag 15 |

ABVD wordt toegediend in een cyclus van 28 dagen verdeeld in twee delen van 14 dagen, waarbij de patiënt deel A van de cyclus krijgt toegediend op dag 1 en deel B op dag 15. De medicatie is bij beide delen hetzelfde. Op dag 29 wordt de cyclus herhaald. Voorafgaand aan ieder deel van de cyclus (delen A en B) controleert de arts het bloed van de patiënt. Wanneer het bloedbeeld onvoldoende is hersteld, wordt de behandeling uitgesteld voor minstens één week.
Afhankelijk van het stadium van de ziekte wordt dit schema toegediend in 2, 3 of 4 (bij stadium I, II of III), of 6 of 8 cycli (bij stadium III en IV). De effectiviteit van de behandeling wordt na enkele cycli bepaald middels een CT-onderzoek.
Het schema wordt doorgaans poliklinisch toegepast en de toediening van ieder deel (A of B) neemt afzonderlijk zo'n drie tot zes uren in beslag.
Omdat dacarbazine gevoelig is voor licht dient het middel tijdens opslag en toediening te worden beschermd tegen licht, om te voorkomen dat de stof afbreekt. Vaak wordt de gehele infuuslijn (inclusief infuuspomp) gewikkeld in aluminiumfolie tijdens de toediening van het middel. Dacarbazine kan een pijnlijk, brandend of stekend gevoel veroorzaken op en rond de plaats waar het infuus is ingebracht, waardoor de inloopsnelheid van het middel soms moet worden verlaagd. Meestal wordt de pijn heviger naarmate men meer giften heeft ontvangen, waardoor het raadzaam is om af te wisselen in de arm waarin men het infuus laat plaatsen (bijv. deel A laat men altijd links en deel B altijd rechts toedienen).
Vanwege de wisselwerking van tabaksproducten met bleomycine en de verhoogde kans op longfibrose, dient de patiënt voor aanvang van het behandeltraject te stoppen met roken en omgevingen waar gerookt wordt te vermijden.
Meestal wordt de patiënt geacht, voor aanvang van iedere gift, om dexamethason in te nemen en wordt ondansetron per infuus toegediend.
Voor, tussen en na de toediening van ieder geneesmiddel wordt een zoutoplossing toegepast, dit noemt men meestal "spoelen".

## Ondersteunende medicatie
Ondersteunende medicatie bij deze kuur bestaat vaak uit laxeermiddelen, dexamethason, ondansetron, aprepitant en enkele (andere) anti-emetica zoals metoclopramide.

## Bijwerkingen
De meeste patiënten die worden getroffen door de ziekte van Hodgkin zijn jong(volwassenen), daarom moet men bij deze patiënten vooral aandacht hebben voor de late gevolgen van de behandeling voor deze ziekte.
Hoewel ABVD milder is dan de andere schema's (bij de ziekte van Hodgkin) en door de meeste patiënten goed wordt verdragen, dient men alert te zijn op acute toxiciteiten en gevolgen op de langere termijn.

### Directe bijwerkingen
Bijwerkingen van ABVD die direct of kort na toediening ontstaan zijn:
- Verhoging of koorts
- Neuropathie, vaak van tijdelijke aard
- Misselijkheid, kan deels worden ondervangen door het gebruik van anti-emetica
- Obstipatie, kan worden ondervangen door het gebruik van laxeermiddelen
- Een "doof gevoel" in de tumor(en)
- Pijn of een "stekend" gevoel op/rond de injectieplaats (vooral bij dacarbazine)
- Nachtmerries en neerslachtigheid (vooral bij dacarbazine)
- Als gevolg van adriamycine kan de urine tijdelijk rood kleuren (slechts op de dag van de toediening) en het haar tijdelijk een rode gloed krijgen
- Huidproblemen zoals netelroos, tot enkele maanden na de therapie
- Euforie en stemmingswisselingen bij dexamethason
- Verminderde pompfunctie van het hart na Adriamycine, meestal tijdelijk

Bijwerkingen zoals verminderde vruchtbaarheid en haaruitval komen voor, maar zijn veelal van tijdelijke aard. Meestal wordt het haar alleen wat dunner.
Ernstigere bijwerkingen zoals neutropenie en acute longtoxiciteit (bij bleomycine) kunnen voorkomen tijdens de chemokuur en zijn, net als koorts, redenen om direct een arts te waarschuwen.

### Late gevolgen
Late gevolgen van de deze chemotherapie zijn onder andere: geringe neuropathie, verminderde vruchtbaarheid, hartschade, longproblemen, schildklierproblemen en een tweede vorm van kanker (zoals acute myeloïde leukemie of een non-hodgkinlymfoom).